# Velodona togata
Velodona togata é uma espécie de polvo pertencente ao gênero monotípico Velodona. Descrita pela primeira vez por Carl Chun em 1915, com uma segunda subespécie identificada por Guy Coburn Robson [en] em 1924, a espécie recebeu seu nome devido às membranas distintivas que conectam seus braços.
Semelhante aos gêneros Pareledone [en], Eledone [en] e Enteroctopus, V. togata possui um corpo grande, olhos proeminentes e membranas extensas que unem seus braços. A espécie apresenta uma única fileira de ventosas em cada braço, e sua cabeça, manto e parte dos braços são cobertos por verrugas. Embora os hábitos reprodutivos de V. togata não tenham sido amplamente estudados, acredita-se que a espécie seja uma das que apresentam maior taxa de fecundidade entre os polvos de sua região e profundidade, apesar de possuir ovos grandes e espermatóforos excepcionalmente grandes.
A espécie é encontrada no Oceano Índico, ao largo das costas da África do Sul, Moçambique e Tanzânia. Exemplares foram capturados em profundidades entre 400 e 750 metros abaixo do nível do mar, com um estudo de 2009 indicando maior concentração entre 400 e 600 metros. O estado de conservação de V. togata foi avaliado "espécie deficiente de dados".

## Taxonomia
Velodona togata é uma espécie de polvo e a única representante do gênero Velodona. Pertence à família Megaleledonidae [en], dentro da ordem Octopoda. A espécie foi descoberta por Carl Chun em 1915 e possui duas subespécies: V. togata togata, descrita originalmente por Chun, e V. togata capensis, identificada por Guy Coburn Robson em 1924. O nome do gênero e da espécie reflete as membranas características dos braços de V. togata togata. Velo deriva do latim para "véu", e toga significa "veste" ou "manto".

## Descrição

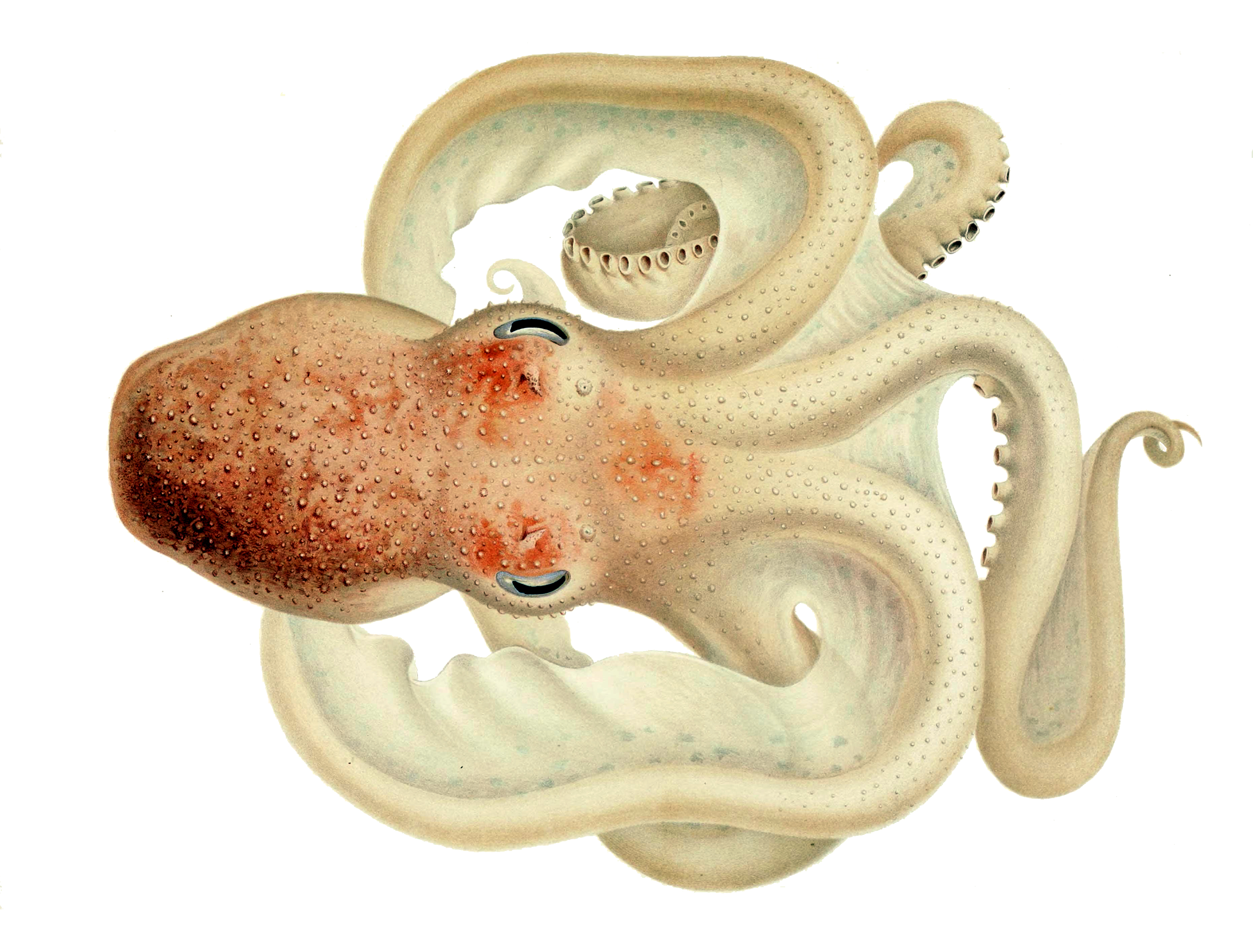
Vista superior de V. togata, mostrando as membranas que conectam os braços

Carl Chun descreveu o primeiro exemplar capturado, um macho, como semelhante ao gênero Eledone, mas com membranas maiores, um hectocótilo de formato distinto e um órgão funil (sifão) diferente. O exemplar apresentava "um corpo em forma de saco e olhos muito grandes", com braços "dobrados para trás e com membranas muito amplas que envolvem todo o animal", além de uma "coloração pálida característica". Reafirmando Chun, Guy Robson destacou as diferenças entre Eledone e V. togata: "(a) um órgão funil composto por duas partes separadas, (b) uma curvatura sigmoide no braço hectocotilizado e (c) o desenvolvimento de membranas laterais extensas nos braços". Contudo, Robson questionou se a curvatura do braço hectocotilizado era uma característica confiável para identificação, sugerindo que poderia ser resultado da retração da membrana. Ao comparar as características de V. togata com outros polvos, Robson encontrou semelhanças com espécies dos gêneros Moschites (atualmente sinônimo de Pareledone e Eledone, sendo o primeiro da família Megaleledonidae e o segundo da Eledonidae), e Polypus (sinônimo de Enteroctopus, da família Enteroctopodidae [en]). Ele considerou V. togata mais próxima de espécies sulistas de Moschites, como M. charcoti (atual Pareledone charcoti) e M. brevis (atual Eledone massyae [en]), devido a órgãos funis e ventosas semelhantes.
A cabeça, o manto e os braços dorsais do exemplar estavam cobertos por verrugas de tamanhos variados. Chun mediu o manto com 99 mm de largura e 80 mm de comprimento. A cabeça tinha a mesma largura do manto e era dominada por olhos grandes, medindo 38 mm de largura e 53 mm de comprimento, com pupilas em forma de foice. Chun descreveu os braços como "bem desenvolvidos", observando que os braços dorsais eram os mais longos, diminuindo de tamanho em direção ao lado ventral. V. togata possui uma única fileira de ventosas em cada braço. Chun detalhou as membranas dos braços, afirmando que "os braços possuem membranas dorsais e ventrais. As margens ventrais são excepcionalmente grandes e se estendem até a ponta de todos os braços. Elas não se limitam à superfície ventral, mas também se estendem à margem dorsal dos braços ventrais vizinhos, onde continuam até a ponta, embora menos desenvolvidas". O hectocótilo está localizado no terceiro braço. V. togata possui uma bolsa de tinta, mas ela é minúscula e não contém tinta, uma característica comum em cefalópodes de águas profundas, onde há pouca ou nenhuma luz.
Velodona togata capensis, descrita por Robson em 1924, difere de V. togata togata em três aspectos considerados significativos. Enquanto o manto do exemplar de Chun (V. togata togata) era significativamente mais largo que longo, os mantos dos exemplares de Robson apresentavam uma diferença menor entre largura e comprimento, com um exemplar tendo manto de dimensões idênticas. A membrana que conecta os braços — chamada de guarda-chuva — era mais curta nos exemplares de Robson, e havia verrugas adicionais com papilas não descritas no exemplar de Chun. Robson também observou uma diferença significativa no hectocótilo entre os exemplares. Embora dois de seus exemplares parecessem sexualmente maduros, seus hectocótilos pareciam subdesenvolvidos. Devido à diferença de tamanho geral entre os exemplares de Chun e Robson, ele sugeriu que a variação nos hectocótilos poderia ser decorrente da idade dos espécimes. Robson descreveu a coloração dos machos como "um marrom-avermelhado profundo (com um tom distintamente roxo em um)" e das fêmeas como "marrom mais escuro".

## Reprodução
Pouco se sabe sobre os hábitos reprodutivos de Velodona togata. Um estudo de 2009, o primeiro focado na espécie, sugeriu que "a alta proporção de fêmeas imaturas obtidas na pesquisa (76%) e a baixa proporção de fêmeas maduras (10%) podem indicar que a temporada de desova está terminando no início do outono. Além disso, a ampla faixa de tamanhos da população amostrada, com um número considerável de indivíduos pequenos (possivelmente com poucos dias de vida), sugere a existência de um período reprodutivo prolongado". Ao analisar os espermatóforos e ovos dos exemplares capturados, o estudo constatou que V. togata apresenta baixa fecundidade, com fêmeas produzindo ovos grandes e machos gerando um número reduzido de espermatóforos grandes (os maiores registrados entre polvos da subordem Incirrata [en]). Apesar disso, a espécie ainda é uma das que apresentam maior taxa de fecundidade entre os "polvos do Oceano Austral".

## Habitat e distribuição
O primeiro exemplar de Velodona togata (V. togata togata) foi capturado na costa leste da África, a 749 metros de profundidade. Os quatro exemplares descritos por Robson como pertencentes à subespécie V. togata capensis foram capturados na costa de Cuazulo-Natal, África do Sul, em profundidades entre 402,3 e 460 metros. Segundo o banco de dados do ITIS, V. togata togata pode ser encontrada nas águas ao norte de Zanzibar, Tanzânia, enquanto V. togata capensis ocorre na costa de Cuazulo-Natal, África do Sul.
Em 2009, um navio de pesquisa espanhol realizou um estudo sobre a população de cefalópodes na costa de Moçambique. O estudo encontrou populações de V. togata ao longo de toda a área pesquisada, que cobria a maior parte da costa moçambicana, com concentrações especialmente altas no extremo sul, próximo à cidade de Maputo. A pesquisa realizou arrastos em quatro faixas de profundidade: 200–400, 400–500, 500–600 e 600–700 metros. Embora V. togata tenha sido encontrada em todas as faixas, a espécie era mais abundante entre 400 e 600 metros. O estudo também observou que machos eram mais comuns nas duas faixas mais rasas, enquanto fêmeas predominavam nas duas mais profundas.

## Estado de conservação
O estado de conservação de V. togata foi avaliado como "espécie deficiente de dados" pela Lista Vermelha da IUCN em 2018.